# 't Hooftshofje

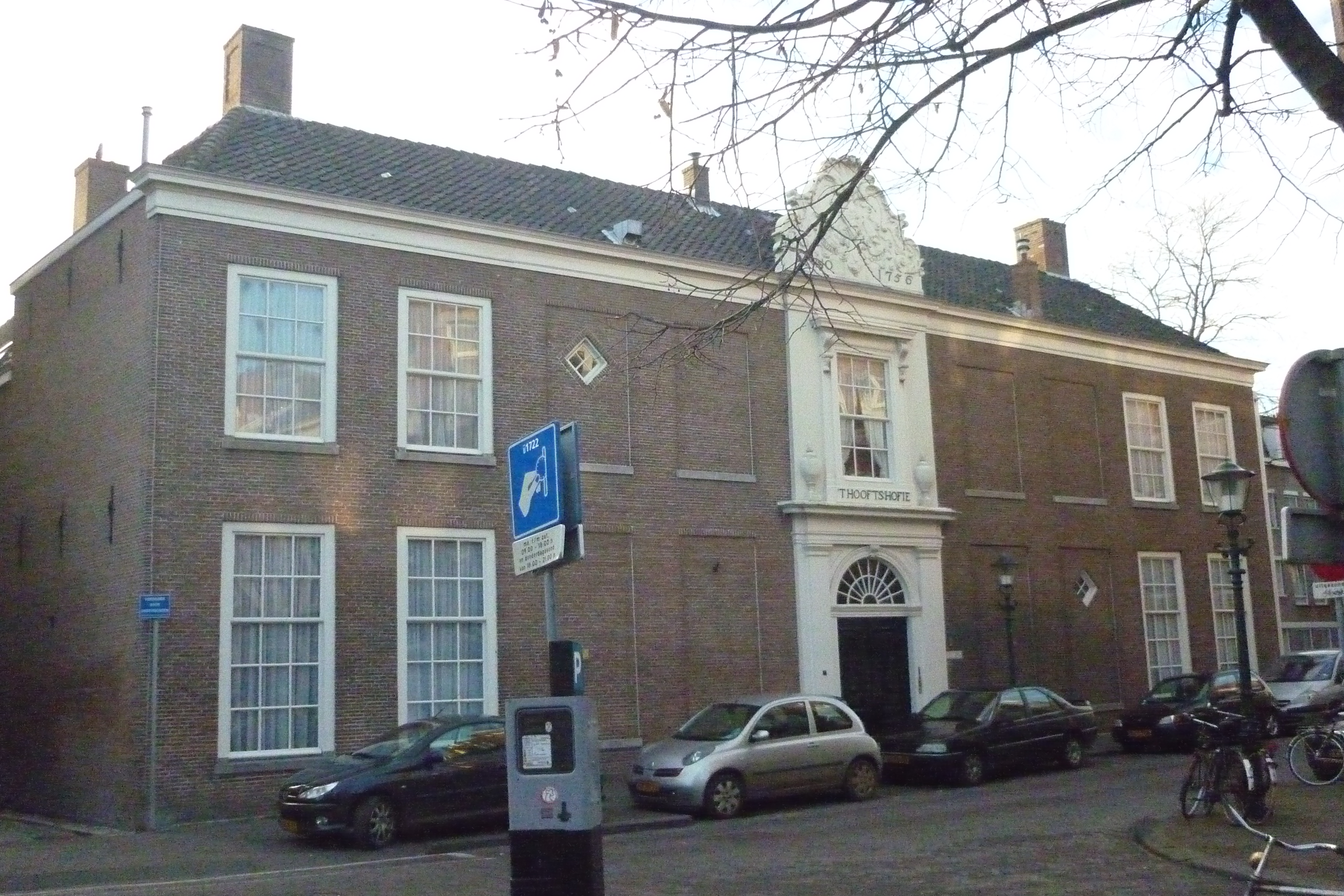
Voorgevel

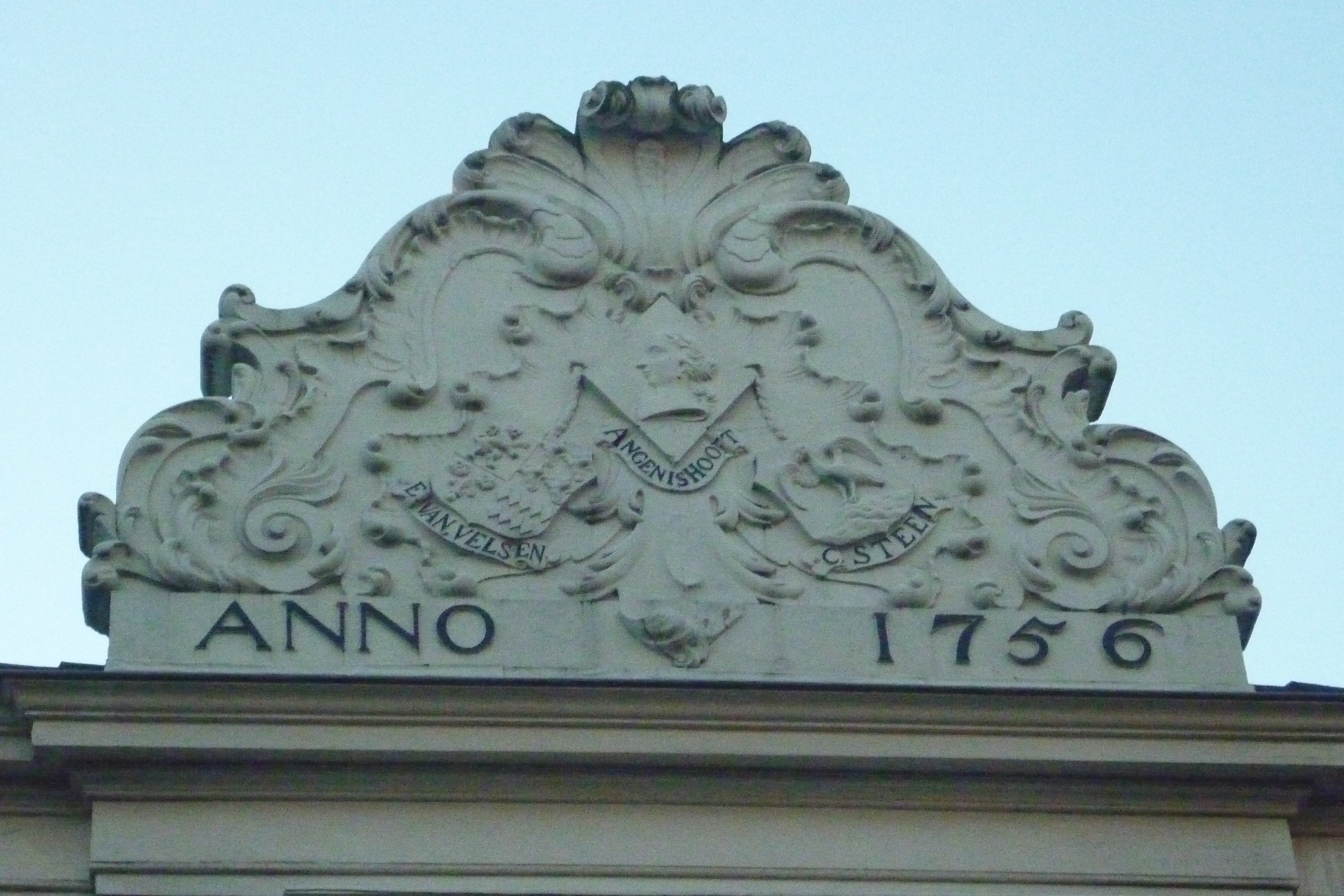
Kuif

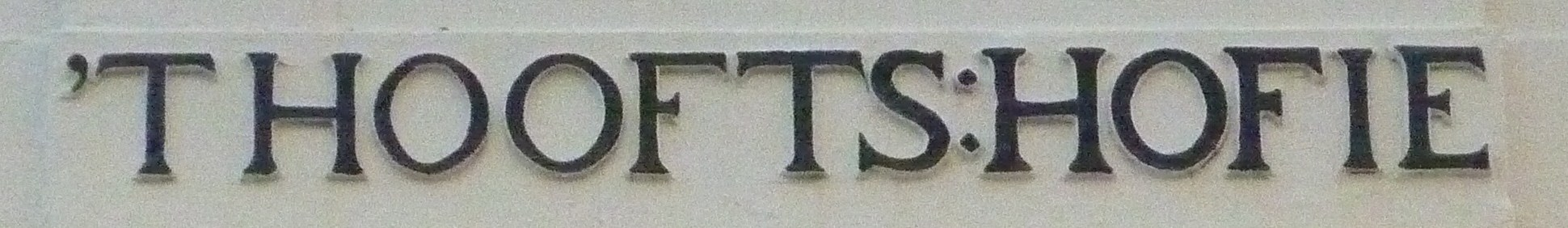
Naam van het hofje

 't Hooftshofje is een liefdadigheidshofje aan de Assendelftstraat 53-89 in Den Haag, vlak bij de Prinsegracht. Het werd gebouwd tussen 1754 en 1756. Tussen het hofje en de Prinsengracht staat het voormalige kantongerecht, aan de andere kant stond van 1822 tot 1972 de Rooms-Katholieke Sint Willibrorduskerk, een waterstaatskerk gebouwd naar ontwerp van A. Tollens.

## Oprichting

### De voorgeschiedenis
Op 6 juli 1733 maakte de 55-jarige Angenis Hooft (1678-1734) bij notaris Eduard van Velsen haar testament. Zij was bemiddeld en ongehuwd en zij bepaalde dat na haar overlijden haar roerende en onroerende goederen verkocht moesten worden. Het testament begint met een beschrijving van haar teraardebestelling. Er werd ook een inventarislijst gemaakt en een lijst van haar obligaties, rentebrieven en aandelen, waaronder aandelen van de VOC. Zij woonde in Den Haag maar had aan de Leliegracht in Amsterdam ook drie panden geërfd.
De opbrengst van haar bezittingen moesten twintig jaren worden vastgezet om rente te verzamelen, daarna moest er in Den Haag een liefdadigheidshofje gebouwd worden. Angenis Hooft overleed tien maanden later, op 10 maart 1734. Zij werd in de Grote Kerk begraven. Haar wapenbord, oorspronkelijk afgewerkt met zwart fluweel en versierd met houten elementen des doods, werd in 1795 op last van het Franse bestuur uit de kerk verwijderd. Regent Becker bracht het toen naar het hofje. Rond 1906 is het aangeboden aan de Grote Kerk en vervolgens aan het Gemeentemuseum, dat toen nog in het pand zat van het huidige Haags Historisch Museum. Geen van beiden was geïnteresseerd in een verwaarloosd bord. Ten slotte ging het wapenbord naar Jhr Gustaaf Willem Joan Hooft van Woudenberg (1866-1945), die op huize Geerestein in Woudenberg woonde. Hij liet het bord in 1907 restaureren, het fluweel en de vermolmde doodselementen verwijderen en het hout zwart lakken. Ook liet hij Lodewijk XV versierselen aanbrengen. Het bord hing sinds 23 december 1937 weer in het hofje maar is in maart 2011 overgedragen aan de Grote Kerk, waar het vroeger bij het hoogkoor hing.
In 1754 werd door de executeurs een stuk land gekocht aan de westzijde van de Assendelftstraat, aan het stuk dat later de Varkenmarkt zou heten. Dat deel behoorde tot een grote kruidentuin, die Simon de Beaumont had aangelegd. Aan de straat stond al bebouwing. Beaumont overleed in 1726, en de tuin was daarna van Gijsbert van der Kun.

### Doelstelling
't Hooftshofje is gebouwd als liefdadigheidshofje en aan die doelstelling wordt nog steeds voldaan. De acht huisjes waren volgens het reglement van 1882 bestemd voor zestien gereformeerde bejaarde vrijsters of weduwen. De vrouwen hoefden geen huur te betalen en kregen ieder jaar in oktober wat geld en vijf tonnen turf. Er was een zeventiende woning in het voorgebouw, boven de regentenkamers, bestemd voor de huismeester.
Nog steeds wonen er alleenstaande vrouwen. Sinds 1952 wordt huur betaald om de kosten van het onderhoud te dekken.

## De bouw

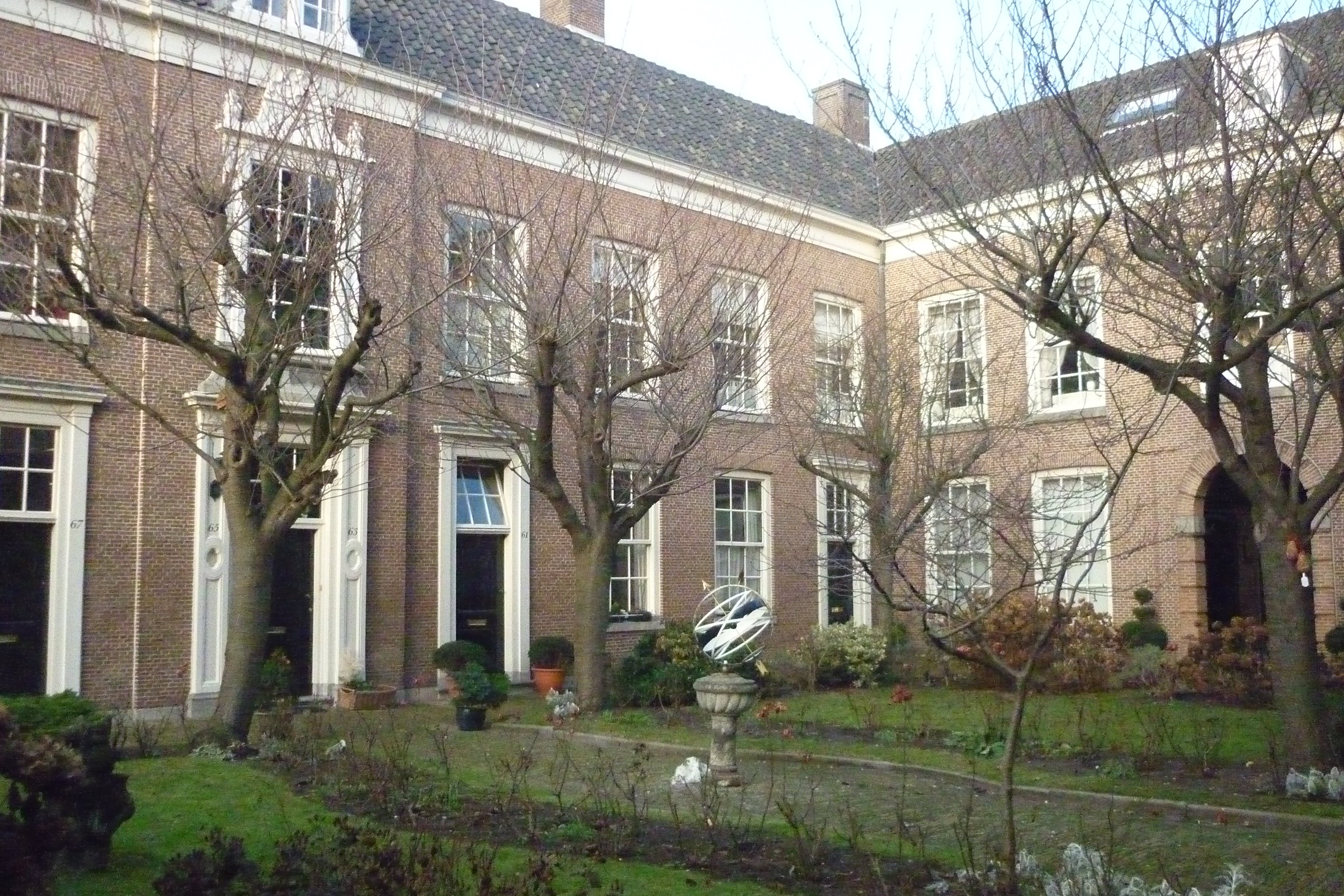
Westkant

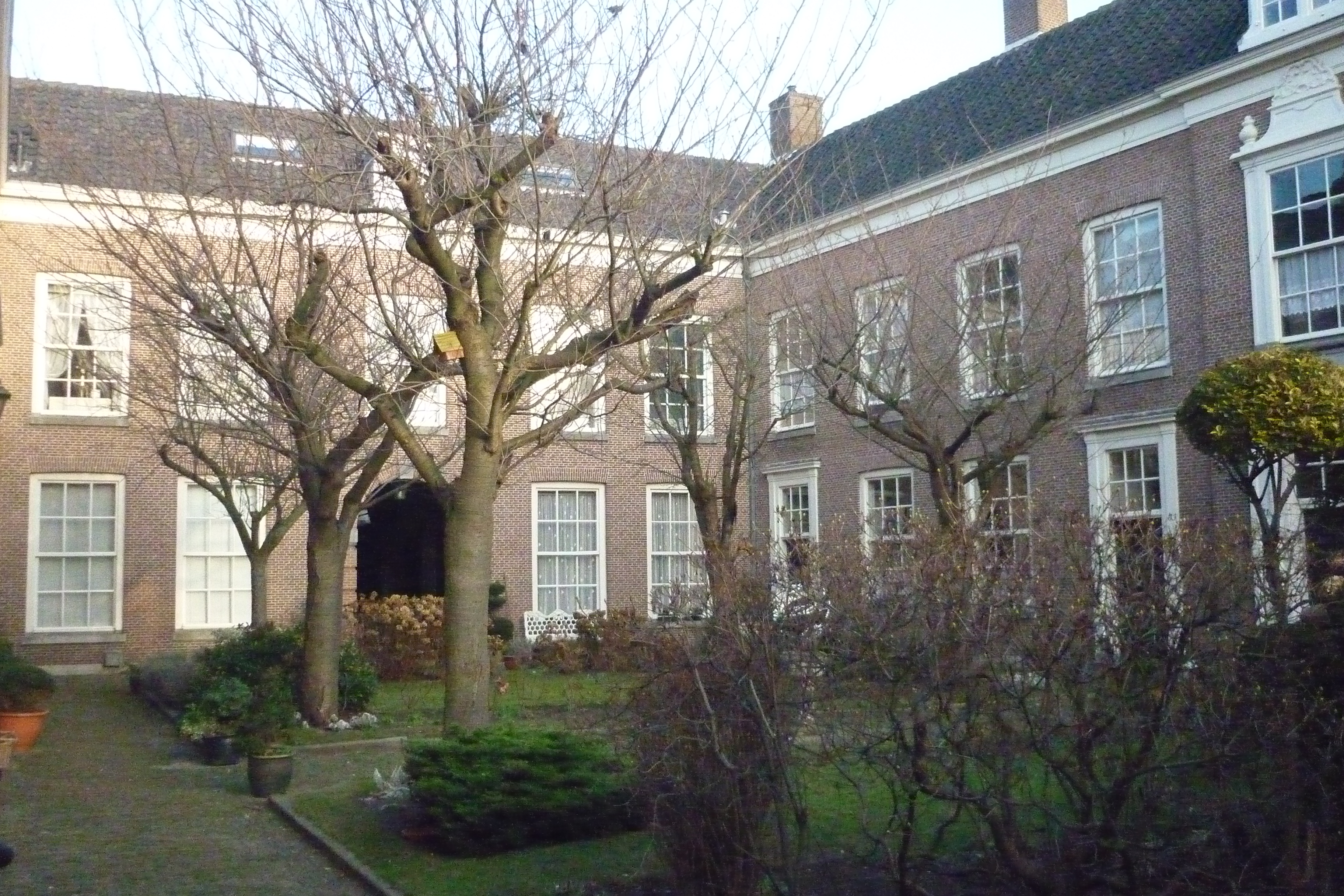
Oostkant

Tijdens de bouw bleek dat de bebouwing aan de straat niet gehandhaafd kon worden. Aan de noordwestkant werd tegen de voorganger van de in 1822 gebouwde Willibrorduskerk aangebouwd. De bouw duurde twee jaren. De huisjes bestonden uit een boven- en benedenwoning, een keldertje en een gedeelde voordeur. Op 1 maart 1757 betrok de eerste bewoonster haar woning.
De acht huisjes staan in een U-vorm om een gezamenlijke binnentuin, vier links en vier rechts. Aan beide kanten was tussen het tweede en derde huis een 'as- en wasruimte' met toilet en een trap naar de bovenwoning. Ook was er aan beide kanten een pomp. De U wordt afgesloten door een muur. In het midden van deze muur ligt een tuin die ook bij het hofje hoort.
Het middelste deel van de U-vorm, het hoofdgebouw, ligt aan de straat. In het midden is de toegang tot het hofje met een brede deur die 's avond wordt afgesloten. Op de eerste verdieping is een raam en daarboven is een rococo kuifstuk, waarop een afbeelding staat van Angenis Hooft en daaronder van twee familiewapens, links van Eduard van Velsen, rechts van Cornelis Steen. Onder het kuifstuk staat Anno 1756.
Links en rechts van de poort zijn twee regentenkamers voor de Haagse en Amsterdamse regent (haar executeurs en hun opvolgers).

## De tuin
Te midden van het hofje is een gezamenlijke tuin. Tijdens de restauratie in 1937 werd een grote boom weggehaald en de huidige inrichting bepaald. In de muur achter de tuin is een toegang tot de buitentuin, die soms verhuurd werd maar nu ook door de bewoners gebruikt wordt. Er is een klein vijvertje met een stromend watertje.

## Regenten

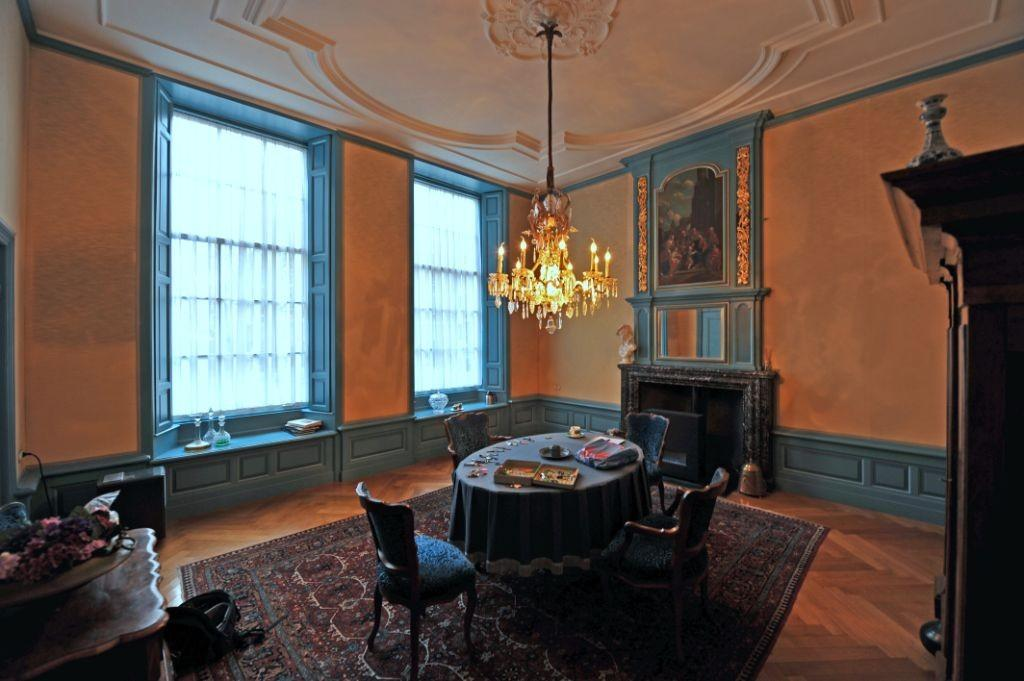
Regentenkamer

Aangezien Angenis Hooft bezittingen had in Amsterdam en Den Haag benoemde zij een Amsterdamse en een Haagse executeur, die ieder in het hofje een eigen regentenkamer zouden krijgen. Nog steeds bestaat het bestuur uit een Amsterdamse en Haagse regent, hoewel de laatste Amsterdamse regenten gemakshalve ook in Den Haag woonden. In de Haagse regentenkamer stond de ijzeren schatkist, waarin de effecten van de stichting bewaard werden.
Als eerste regenten benoemde zij op 12 september 1733 haar notaris Eduard van Velsen (†1761) en Joris van der Valk, die op 13 september 1743 overleed en het niet meer meemaakte; hij werd opgevolgd door zijn neef Cornelis Steen, koopman te Amsterdam. Eduard van Velsen werd opgevolgd door zijn zoon Gerard. In 2009 werd de eerste vrouw tot regentes benoemd.
| Amsterdamse regenten - 1734 - 1743: Joris van der Valk - 1743 - 1777: Cornelis Steen - 1777 - 1782: Hermanus Ameshoff - 1782 - 1815: Johannes Ameshoff - 1815 - 1819: Arnoldus Ameshoff - 1819 - 1842: Ludovicus Hamerster Ameshoff - 1843 - 1843: Hermanus Ameshoff - 1843 - 1903: mr. Hermanus Ameshoff - 1903 - 1924: mr. Jacob Eduard Ameshoff - 1924 - 1965: mr. J. Henk de Mol van Otterloo - 1966 - 1983: Ru Crommelin - 1983 - 1995: J. Hugo baron Mackay - 1995 - 2003: jhr. W. Frederik Röell, bankier - 2003 - heden: W.Ferdinand J. van Notten | Haagse regenten - 1734 - 1761: Eduard van Velsen, executeur - 1761 - 1783: Gerard van Velsen - 1783 - 1803: Theodorus Otto Becker - 1803 - 1828: mr. Rudolph van Olden - 1828 - 1882: Charles van Olden - 1882 - 1897: mr. Carel Ardriaan van der Kemp - 1897 - 1910: mr. Willem Joan Witgens - 1910 - 1926: jhr. mr. Daniel Röell - 1926 - 1931: J.A.N. Patijn, burgemeester van Den Haag - 1931 - 1947: mr. Jean Chrétien baron Baud - 1947 - 1952: jhr. Willem de Savorin Lohman - 1952 - 1959: jhr. ir. Pieter Feyo Onno Rembt Sickinghe - 1959 - 1979: Frans J.J. Besier - 1979 - 2009: mr. Frits W.R. Kronenberg, notaris - 2009 - heden: ir. Henriette Kolff - van Swinderen |

## Financiën
Het hofje is groots opgezet maar aan geld voor onderhoud ontbrak het vaak. De portier kreeg een toelage. Om meer inkomsten te krijgen werd in 1805 een van de regentenkamers verhuurd en als schildersatelier gebruikt. Toen het hofje 50 jaar bestond, kregen de bewoonsters een kleine toelage, maar het 100-jarig bestaan werd niet gevierd.
De regenten stelden in 1807 een rentmeester aan om de dagelijkse financiën te beheren. De tiërcering trof ook het hofje, in 1810 overwoog men zelfs de toelage van de portier te verlagen en in 1817 werd deze stopgezet. Het duurde ruim tien jaar voordat de portier weer betaald kon worden.
Ook de tuin achter het hofje werd aan een bloemisterij verhuurd om extra inkomsten te genereren.

## Rijksmonument
In 1930 voerde de gemeente het hofje, met uitzondering van de poort in de voorgevel, voorwaardelijk van de rijksmonumentenlijst af. Het hofje was zodanig in verval geraakt dat overwogen werd het af te breken. De gemeente plaatste het hofje op aandringen van de directeur van het Rijksbureau voor de Monumentenzorg Jan Kalf terug op de rijksmonumentenlijst zodat in 1936 subsidie kon worden aangevraagd om het te restaureren.

## Restauraties en veranderingen

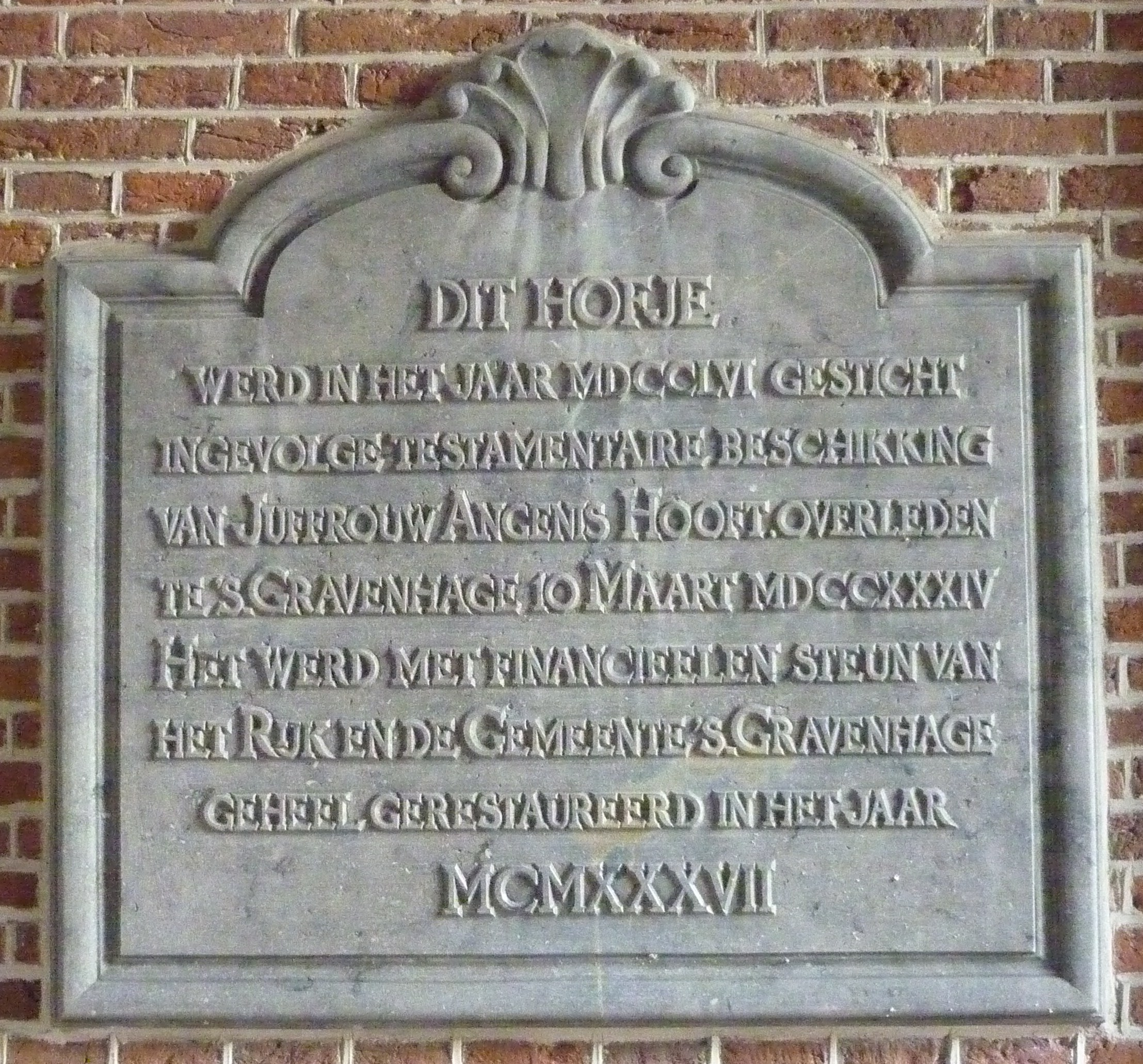
Plakkaat ter herinnering aan de restauratie in 1937

### 1936
De restauratie werd uitgevoerd door Bart van Heyningen. Iedere bewoonster kreeg nu een eigen voordeur, sommigen via een buitentrap, bij anderen werden de oude houten trappen in ere hersteld. De zolders kregen kamertjes en werden bij de eerste verdieping getrokken. Iedere woning kreeg een eigen keukentje en een eigen wc. Om de ventilatie te verbeteren werden kleine raampjes bij de bedstede gemaakt.
Het hoofdgebouw met de regentenkamers was het meest verwaarloosd. Ook moesten de funderingen verbeterd worden. De Lodewijk IV-de stucplafonds werden gerestaureerd en al het houtwerk hersteld. De kamers hebben marmeren schouwen waarboven schilderstukken zijn die door C. Vandermeiren werden gemaakt.
De tuin werd opnieuw aangelegd. De grote boom, die in het midden van de tuin stond, moest wijken voor de strakke inrichting met lage planten. Op 21 oktober 1937 werd het gerestaureerde hofje geopend. Aanwezig hierbij waren onder andere twee Haagse wethouders, de twee regenten, Jan Kalf en voormalig regent Patijn (inmiddels minister van Buitenlandse Zaken). Kalf was vervolgens een van de eerste bewoners. Hij woonde in de voormalige Amsterdamse regentenkamer en de erboven gelegen verdieping tot zijn overlijden in 1954.

### 1968
In 1968 werd het hofje aangesloten op het gasnet, waarna de op kolen gestookte kachels langzamerhand werden vervangen door gaskachels.

### 1974

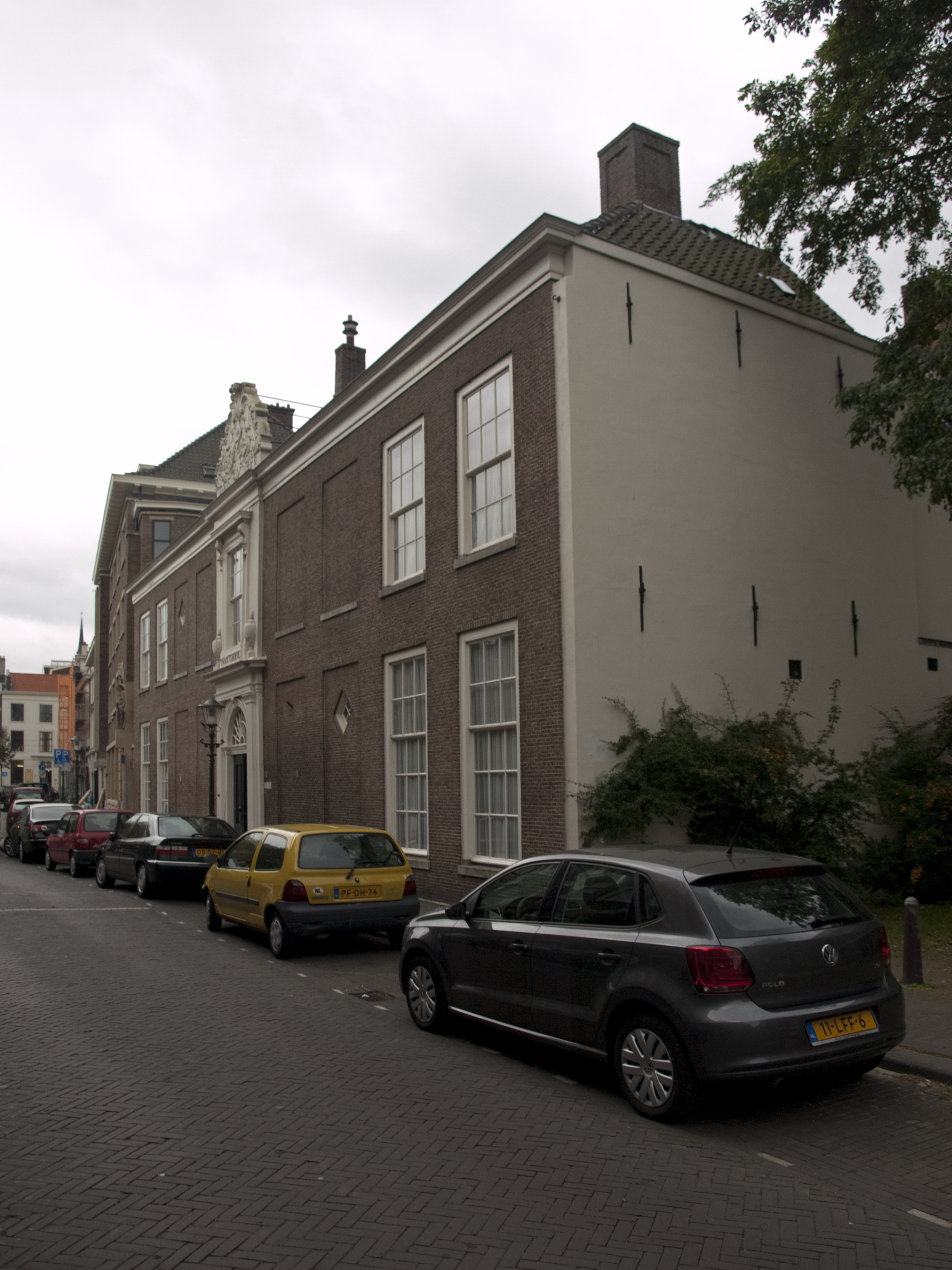
Voorgevel van het noorden.

Het voorgebouw bleef vochtproblemen hebben ook nadat de fundering was verbeterd. De stenenmuren werden opnieuw gevoegd en de muren werden gehydrofobeerd. Later werd het hele complex zo behandeld. Schoorsteenmantels en -kanalen werden opgeknapt, er werd alleen centrale verwarming aangelegd in de atelierwoning in het voorgebouw.
In 1975 werden de toiletruimtes vergroot zodat er een douche kon worden aangelegd. Veel warmwaterboilers dateren uit die tijd.

### 2011
De huidige doelstelling is ook om het monument voor de toekomst te behouden. Bij deze laatste restauratie kwam de nadruk te liggen op isolatie. De daken werden vernieuwd en geïsoleerd. Het glas in de ramen werd vervangen om de stookkosten te verminderen.